# 学園戦記ムリョウ
『学園戦記ムリョウ』（がくえんせんきムリョウ、英語: Shingu）は、NHK-BS2の「衛星アニメ劇場」で放送されたテレビアニメ作品。およびこれを原作とした漫画作品、小説作品ならびにコンピュータゲーム作品である。
制作はマッドハウス。2001年5月8日から同年12月4日にかけて全26話が放送され、 2003年4月10日からNHK教育テレビでも放送された。2011年11月14日からは、スカパーチャンネル『アニマックス』でも放送を行なった。

## 概要
本作は『機動戦艦ナデシコ』『劇場版 機動戦艦ナデシコ -The prince of darkness-』で監督を務めた佐藤竜雄が、その次に手掛けた作品で原作・監督・脚本・シリーズ構成の全てを担当したものとなり、佐藤の初原作作品でもある。
音楽は大野雄二が担当。大野が連続テレビアニメの作曲を手がけたのは『ルパン三世 PARTIII』以来で、実に16年振りとなった。
既にアニメ制作の主流がセルからデジタルへと移りつつあった2001年当時としては珍しく セル画を用いて制作されている。

## あらすじ
2070年春、東京上空に謎の巨大飛行物体が出現し、全ての都市機能を麻痺させてしまう。世間が大混乱に陥りかけた矢先、今度は謎の巨大ヒーローらしきモノが現れ、飛行物体をやっつけた。そして翌日の朝、「えー、宇宙人は、実はいました」と政府の広報官があっさりと言い放った一言をきっかけに、地球人類の歴史が大きく動き始める。
村田始は神奈川県天網市の御統中学に通うごく普通の中学生の少年。宇宙人の実在が明かされた日、その話題で盛り上がる始のクラスに、とっくの昔に廃れた「学生服」を着た不思議な少年「統原無量」が転校してくる。物珍しい転校生に興味津々の始だが、さらに翌日、無量が生徒会副会長で武道有段者の守口京一から屋上に呼び出されたと聞く。教室を飛び出した始が目撃したものは、体育館の屋根の上、不思議な「チカラ」を応酬して決闘する二人の姿。未知の現象におっかなびっくりしながら、体を張って止めに入った始に興味を持ち、その理由を尋ねる無量に、始は「そりゃ、学級委員長だからね」と答えた。
そんなこんなで謎の転校生無量と友達になったことをきっかけに、始は地球と宇宙を巡る大きな流れと、天網市に暮らす人々の使命の物語に深く関わっていくのだった。

## 登場人物
統原無量（すばる むりょう）
声 - 宮崎一成
謎の転校生。この時代ではすでに珍しいものとなった、学ランを常に着用している。常に自然体、穏やかな性格で落ち着いた姿勢を崩さない。しかし重要な局面に置いては那由多を叱ったり、活を入れたりもした。彼が天網の地に訪れ御統中学に転校してきた事で、本作の物語は動き始める。
生身のまま超光速で宇宙空間を飛び回り、天網の民ではないが強力なチカラを持ち、一人で異星人の宇宙艦隊を殲滅するなど、多くの超人が登場する本作に置いても、ズバ抜けて超常的な能力を持っている。生徒会メンバーを「守る為にやってきた」と発言しており、本編中ではタタカイビトの手の届かない事態を裏で処理したりしていた（主に惑星外戦闘）。本編中では最後までその真の力を見せず、必要最低限の力で影からサポートに徹していた。また、迷う那由多や京一を直接導いたこともある。気の合う始と一緒に学園生活を送っていることが多く、非常に良いコンビとなっていた。ジルトーシュは最終局面の際、自らの元に辿り着いた始と無量を「名コンビ」と評している。
本編中において、全てを知るジルトーシュですら正体を知りえなかった唯一の存在のために、遂に正体は明らかにならなかった（劇中の情報では、視聴者の想像に委ねるため、ぼかして表現されている）。ただ、最終話で自らの出自を語る際、当時地球上で唯一全てを知る統原阿僧祇の元に、自然発生で現れた点が判明している。その彼の正体は、監督のインタビューにおいて「自然意思に因って発生した超存在＝神」である事が明かされている（ただし、いわゆる「宗教的全能者」そのものを指してはいない、"「万物に宿る精霊」のような存在""「風の又三郎」のようなイメージ"としている）。なお、彼自身は地球外生命体でもなく、肉体も地球人と同じ成長をする。「ムゲンの生まれ変わった姿」という初期案も存在したが、こちらは没案となっている。
名前の由来は数字の単位である無量大数から。
村田始（むらた はじめ）
声 - 野島健児
2年C組の委員長。ごく普通の中学生であるが転校してきた無量と出会い、大きく物語に関わるようになるもう一人の主人公。
自分では積極的傍観者を自負していた。性格は温厚で面倒見が良く、極めて柔軟な思考ができ、精神的に成熟している。これは精神年齢が高いという設定ではなく、公式設定の解説では「人類が身体的にではなく、精神的に進化して柔軟に物事を受け入れる事が出来るようになったことの象徴」という意味である。学内の活動でも、「古くからの住人と新しく訪れる住人の邂逅を文化に因って肯定する」祭りクラブの部長を務めている。一方で家では妹と兄弟ゲンカもする普通の少年である。
本作の語り部的存在だが、時折いないはずの相手に語りかけているような独り言を言う。これは、監督が得意とするメタフィクション演出である。
宇宙人の子孫として自覚を持つ天網の民ですら容易には受け入れがたい銀河連邦の記憶を体感した時も、イメージの残滓のせいで寝不足になった程度で精神的苦痛を味わう事はなかった。本編中で天網の民と宇宙外交の存在を知ってからは、その精神的な器の大きさを遺憾なく発揮する事になる。最終局面においてジルトーシュから全ての真相を聞かれても、彼なりの彼にしか出来ない冴えたやり方で事態を解決に導く。
名前の由来は数字の始まりを象徴する意から。
守山那由多（もりやま なゆた）
声 - 朴璐美
生徒会副会長で、ツインテールが目印の女の子。2年生。「シングウの力」を持っている。
登場当初は沈着冷静を装っていたが、始や無量と関わるうちに負けず嫌いで熱しやすい性格や、人に甘える様子などを見せるようになる。
非常に快活で優れた運動神経の持ち主のため、数多くの部活動に助っ人として参加していたりもしていた。生徒会の人間は全員が校内の有名人で、高い求心力を持っている事がうかがえ、彼女も例外ではない。また生徒会のメンバーは全員が幼なじみである。
2000年の間に生まれた天網の民の中でもシングウと最高の相性を持ち、最終的には一人でシングウへの変身を行ったり、空蝉の儀式なしで宇宙空間に現れるなどシングウの真の使い手として覚醒する。しかしそれゆえに、最後の試練においてシングウに取り込まれそうになる。彼女が無量と始と出会った事により、彼女の心の内は大きな成長を見せ、「最後の試練」への答えを見出す。
名前の由来は数字の単位の一つである那由多から。
守口京一（もりぐち きょういち）
声 - 杉田智和
生徒会副会長。3年生。「螺旋の力」を持ち、「空蝉の儀式」を行う際にはその要となる。晴美によれば束ねる力も示しているらしい。
すぐに熱くなる性格で、初対面時以降は事ある毎に無量につっかかるようになる。武道の有段者であり、幼馴染の晴美に恋心を抱いている。両親は共にタタカイビトだったが二人とも11年前に死亡しており、以後は伯父夫婦の下で育てられた。伯父夫婦は京一に対して我が子同然の深い愛情を注いでおり、「うちの京一は超かっこいい」「私たちの息子ですもの」と若干親バカ気味である。終盤に晴美との繋がりを再確認した後は、性格は変わらずも大きな精神的成長を見せ、最後の試練においてその成果の片鱗を見せた。
名前の由来は数字の単位である京（けい）を意味する。
津守八葉（つもり はちよう）
声 - 上田祐司
生徒会長。3年生。「重力を操る力」を持つ。非常におおらかな性格で、祭や歌が好き。始と無量に祭りクラブ発足を促したのも彼である。生徒会にいるタタカイビトの中での纏め役も行っている。
最終局面において、全人類への宇宙外交と天網の民の真相を語るという重要な役割を果たす。稲垣ひかるとは強い信頼感で結ばれている間柄。
守機瞬（もりはた しゅん）
声 - 小林由美子
生徒会会計で、広報も掛け持ちしている。1年生。「速く動く力」を持つ。ムードメーカー的な存在で校内の人気者。
よく那由多や京一をからかっては、追いかけ回されている。実際には、鋭く冷静な観察眼の持ち主で、精神的な器も大きい。また、稲垣と共に天網の民に関わる事柄の情報操作を担っている。また、演技の才能も評価が高く、小学校での演劇披露ではいつもと違った姿を見せ、祭りクラブの面々を驚かせた。
峯尾晴美（みねお はるみ）
声 - 浅野真澄
生徒会書記。2年生。真守の一族を守護する“マモリビト”の長の娘（後にマモリビトの長となる）。天網流武術の後継者で武芸に秀でる。
マモリビトはチカラを持たないが、極限まで鍛え上げた己の技で、タタカイビトを守る役目を負う。守口家、特に京一を守る使命を帯びている。また生徒会メンバーを地上戦においてガードするのも彼女の役目である。使命を遂行するために自身の感情を抑えている部分があり、性格は控え目で常に大人しかったが、瀬津名に諭され、京一との絆を確かめ合った後は本来の爽やかさを表に出すようになった。幼い頃は那由多や京一と駆け回るような快活な少女だった。
統原瀬津名（すばる せつな）
声 - 山崎和佳奈
統原無量の姉。自称大学生。瞬と同様に「速く動く力」を持ち、瞬とは二度徒競走を行ったが、いずれも圧倒的な勝利を納めた（しかも二度目に至っては各地のお土産を試食込みで買いながら）。全国各地の名物や土産物を買い漁っては差し入れに来る。非常に明るく人懐っこい性格だが、ジルトーシュのいる場では快活さが影を潜める。
その正体は天網に入植した宇宙人の第一世代でムゲンの妹。天網の民のオリジナル（始祖）である。
名前は数字の少数単位である刹那から。
村田双葉（むらた ふたば）
声 - 釘宮理恵
始の妹。小学6年生。村田家には珍しい非常に明るく賑やかで、ムードメーカーにもなっている、お転婆な性格の女の子。始曰く「惚れっぽい年上趣味」で、容姿の整った無量に一目惚れし、お弁当作りなど積極的なアピールを見せた。同級生の友人2人と常に仲良し三人組で行動しているほか、兄である始の友人・知人との交友関係も持っている。趣味は写真撮影。
村田今日子（むらた きょうこ）
声 - 日髙のり子
始の母。書物をデジタル化する仕事をしている。人呼んで｢電子の移植人｣。やはり大らか且つ柔軟な性格の女性で、事態が最終局面を迎える時も夫と息子を信じる姿勢を保っていた。夫である和夫とは深い愛情で結ばれている。趣味はガーデニング。
村田和夫（むらた かずお）
声 - 坂口哲夫
始の父。種子島の航空宇宙局で働く普通のサラリーマン。実際には内閣官房長官（漫画版外伝によると両者は幼馴染である）と共に宇宙人との外交を行ってきた中心人物であった。現在は単身赴任中で、村田家のカレー担当である。家族とは強い絆で結ばれている。
彼もまた息子の始と同じく人類が成熟した事を示す象徴である。大人としての立場で宇宙会談に立ち会った後は、息子と友人達の成そうとした事の推移を見守った。
稲垣ひかる（いながき ひかる）
声 - 松本さち
メディア委員長。3年生。昼休みのニュースや校内新聞の作成も手がける。天網の民ではないが事情を知る数少ない人物の一人。
天網の民のような特別な能力はないものの、その情報収集能力はかなり高く、生徒に対する情報操作を行ったりもした。レトロな機械に詳しく、作る弁当は美味いがコーヒーは不味いなど、色々な個性を持った人物。津守八葉と親しい。
成田次郎（なりた じろう）
声 - 阪口大助
始のクラスメート。好奇心旺盛なムードメーカーだが、実は始達のグループ内では唯一の天網の民であり、宇宙人がらみの事情を知っていた人物。マモリビトの家系に属する。
三上利夫（みかみ としお）
声 - 遠近孝一
始のクラスメート。観察力の高い知性派であり、クールな雰囲気だが友人達との付き合いは良い。コンピュータ関係の扱いに長けておりハッキングを趣味的に行っていたり、祭りクラブでも裏方で機器操作を担当している。
自分たち他所からの移住組と、原住民間での違いを（天網の民について気づいたわけではない）薄々感じ取っていた。
過去、双葉に一目ぼれされたことがある。
宇宙人のプリントがされたTシャツを常着している。
川森篤（かわもり あつし）
声 - 小野健一
始のクラスメート。大柄が体格で温厚な性格。
山本忠一（やまもと　ただいち）
声 - 石原凡
御統中学の日本史の教師。2年C組の担任。
磯崎公美（いそざき ひろみ）
声 - 佐々木瑶子
御統中学の体育教師。真の顔は銀河連邦所属安全保障委員会の太陽系方面観察者。アルティン星人。物語終盤では事態の真実を突き止めるべく、独自の行動を取る。その背景には任務以上に、親しんだ地球とそこに住む人への想いがあった。なお、お酒にはさほど強くない様子である。
磯崎公美という全く同姓同名の陸上競技選手が実在しており、佐藤監督とは同学年で同じ神奈川県出身である。
ジルトーシュ
声 - 小野健一
銀河連邦・ヴェルン星の第一級外交官。日焼けした肌にアロハシャツという風体と、緊張感のない物言いで相手を煙に巻く。陽気な性格で非常にノリが良い男。
その真実の顔は、二大宇宙勢力が不測の事態に陥った際に、最終判断を委ねる「判定者」と呼ばれる存在である。"8人の勇者"の一人で、絶対の正義と真実を持って、その名の元に人命のみならず、惑星さえも消し去ることのできる唯一無二の存在。
ウェンヌル
声 - 渋谷茂
ザイグル星帝国軍少尉。真実を求めて銀河連邦に政治的亡命を希望する。地球で暮らすようになってからはお茶に傾倒した。ジルトーシュと同居しているためか、彼と同様アロハシャツを着ている。彼も第三者としてシングウの真実を見届ける一人となった。
ヴェロッシュ
声 - 長嶝高士
ザイグル星の高級士官で宇宙戦艦ジルトン号艦長。
真守百恵（さねもり ももえ）
声 - 京田尚子（少女：山崎和佳奈）
守山、守口、津守、守機の本家筋であり、その五家を束ねる家柄である真守家の当主。「儀式」を通して銀河連邦の記憶を伝える「語り部」の役を担う。那由多をはじめとしたタタカイビトやマモリビトとなった多くの子供達を見守っている。儀式で「チカラ」を使うと少女の姿になる。
100年前「シングウの力」で地球を守っていた。その際現在のムリョウと同じ様に転校してきた阿僧祇と出会っている。
統原阿僧祇（すばる あそうぎ）
声 - 石森達幸（少年：宮崎一成）
無量と瀬津名の祖父。真守の一族には「御山」と呼ばれている里に住む。ムリョウに人として様々な事柄を教え育て、シングウの真実を伝えたのも彼である。彼と真守百恵の間で交わされた古い約束は、無量たちに引き継がれることになる。"8人の勇者"の一人でありながら、地球で出会った百恵と同じ時を過ごす事を選んだ。
名前は数字の「阿僧祇」から。
妙見彼方（みょうけん かなた）
声 - 岡野浩介
天網市にある「宮の森中学」に転校してきた少年。銀河連邦の「切り札が隠されている」と聞き地球に訪れ、未知の存在であるムリョウに接触を計った宇宙人である。
その正体は銀河連邦の敵陣営「宇宙連盟」からの使者で、"8人の勇者"の一人。彼自身の目的はシングウを手に入れる事ではなく、それを巡る情勢と背景、そしてシングウ自身の意思を確かめる事である。彼も数少ない全てを知る者の一人であった。
ムゲン
かつて存在した"8人の勇者"の一人。彼は1万年前の戦争の最中に、その自らのチカラを制御できずに暴走させ、銀河を1つ消滅させてしまっていた。それでも暴走時のエネルギーは消滅する事がなかったために、「そのまま」の状態で現在は天網の地に封印されている。
名前は∞を意味する無限から。

## 用語
天網市
物語の舞台となっている関東の一都市。海岸線に存在する穏やかな気候。
モデルになっているのは監督の出身地である神奈川県大磯町である。
天網の民
天網市の住人の中でも、古くから天網市に住んでいた人たちを指す。それは天網の民と呼ばれる人たちがどういった経緯で誕生し、そしてどういった使命を背負っているかを知る人たちである。またその多くが天網流と呼ばれる独自の体術を会得していたり、念動力のようなチカラを持つ。
その正体は宇宙人と地球人との間に誕生した末裔の一族であり、同時に日本政府とも連携し宇宙との外交、防衛任務なども請け負った一族。直接的に交渉を持つ宇宙勢力は銀河連邦。
タタカイビト
その名の通り、天網の民の中でもシングウへと変わり、戦う者たち。本編に登場した人物では守山那由多、守口京一、津守八葉、守機瞬の4人を指す。
「真守」本家とその分家である「守」の文字をもつ四家を合わせた、その五家の血筋から誕生する。幼少時の祭りによる子供神輿によってそのチカラの発現を促す。シングウのチカラを持つ者は「赤」、螺旋のチカラを持つ者は「青」、重力操作のチカラを持つ者は「緑」、速く動くチカラを持つものは「橙」と、それぞれの色でいずれの能力に覚醒したのかが解る。シングウになった時は赤のタタカイビトに、他の3人がチカラを送り続ける事で、彼らのチカラを扱う事が出来る。
マモリビト
天網の民の内、そこに住む人達を守る者たち。シングウの大きさでは戦えない、人間大サイズの宇宙人を相手に戦う者たち全員を指し、多くの天網の民がこのマモリビトとなっている。
前述したようにタタカイビトは地表の人間大サイズの相手とは戦うのに適さない上、シングウのチカラを発現させている間は全くの無防備となる。それを守護する使命を持つのがマモリビトである。生徒会のメンバーを守護するのは峯尾晴美。
シングウ
守山那由多・守口京一・津守八葉・守機瞬のタタカイビト四人が力を合わせて融合・変身する巨人。四人の力全てを扱う事ができ、宇宙間戦闘も可能となる。その正体は、「力」のみの状態となってしまったムゲンのエネルギーの極一部を、那由多や百恵のような人間が媒介者として「心」を持って扱うシステムとその顕在化である。
これは神道に似た形で、神の力を借りるというスタイルを基礎に築き上げたものが原理となっており、そのシステムを構築したのはムゲンの消滅を憂い、一方で強大な力を悪用される事を嘆いた瀬津名達であった。このシステムを2000年の間に天網の民に根付かせ、いつかムゲンの力が破壊のみではなく、地球人の内に心を持って馴染む事を期待しての処置であった。
銀河連邦
全宇宙を二分する最大勢力の一つ。
ジルトーシュのヴェルン星、磯崎公美のアルティン星が所属しているほか、一定の文明と、高い精神性を持つ多くの宇宙人が加盟している。ただしザイグル星のように加盟直後の星では、その精神性が地球人と大差ない場合もある。地球もその一つであると同時に、ある理由から監視下に置かれている惑星である。ただし交易を行う上の活動範囲が天文単位であるため、加入した場合も、その惑星を植民地化や統制化に置くわけではなく、一定のルールに従った自由度の高い"大雑把な"交易が認められる。
1万年前まで対抗勢力である宇宙連盟と宇宙戦争を行っていた。
宇宙連盟
全宇宙を二分する最大勢力の一つ。
銀河連邦に対するもう一つの宇宙最大勢力であり、妙見彼方はこちらの加入者。本編では彼以外の人物が登場していないため、どういったメンタリティを持った組織かは不明だが、銀河連邦との対話を行う姿勢は見受けられる。
勇者
かつて銀河連邦に3名、宇宙連盟に5名存在していた宇宙最強の8人を指す。
1万年前の宇宙二大勢力の戦争において最前線で戦った者たちでもある。天網の民や、他の高度に発展した宇宙人達とも次元の違う能力を有しており、銀河以上のエネルギーを内包し、星をも消し去る強大な戦闘能力と、光年単位での知覚能力とパーセク単位にも及ぶ戦闘速度、天文単位の範囲内への情報処理と感応も可能とする、尋常ならざる超能力を持つ。勇者同士の戦闘は、余波でいくつもの惑星を吹き飛ばしてしまうほどのものであり、ある一人の勇者の死によって戦争は終わりを告げた。
本編に登場した勇者はジルトーシュ、統原阿僧祇、妙見彼方、ムゲンの4人。

## スタッフ
- 原作・監督・シリーズ構成・脚本 - 佐藤竜雄
- 助監督 - 田中洋之、増井壮一
- キャラクターデザイン・総作画監督 - 吉松孝博
- メカニックデザイン - 井上邦彦
- 美術監督 - 池田祐二
- 色彩設定 - 秋山久美
- 撮影監督 - 森下成一
- 編集 - 松村正宏
- 音響監督 - 三間雅文
- 音楽 - 大野雄二
- プロデューサー - 山本敦、森山敦
- 総合プロデューサー - 高原敦
- アニメーションプロデューサー - 諸澤昌男
- アニメーション制作・原作協力 - マッドハウス
- 製作 - 学園戦記ムリョウ製作委員会（NHKエンタープライズ21、日本放送出版協会、NHKソフトウェア、キングレコード）

## 主題歌
オープニングテーマ「TAKE」
作詞 - 有森聡美 / 作曲・編曲 - 大野雄二 / 歌 - KAKO
エンディングテーマ「begin」
作曲・編曲 - 大野雄二

## 各話リスト
| 話数 | サブタイトル         | 絵コンテ     | 演出     | 作画監督            | 放送日        |
| ---- | -------------------- | ------------ | -------- | ------------------- | ------------- |
| 1    | 戦記、始まる         | 佐藤竜雄     | 田中洋之 | 清水洋              | 2001年 5月8日 |
| 2    | ムリョウのチカラ     | 増井壮一     | 江上潔   | 石田啓一            | 5月22日       |
| 3    | その名は、シングウ   | 佐藤卓哉     | 則座誠   | 早川ナオミ          | 5月29日       |
| 4    | 動き出す、とき       | 不束茂乃     | 田中洋之 | 清水洋              | 6月5日        |
| 5    | 見つめる、目         | 錦織博       | 堺日和   | 柳瀬雄之            | 6月12日       |
| 6    | おだやかな、戦い     | 増井壮一     | 増井壮一 | きよまるさとる      | 6月19日       |
| 7    | 君の、えがお         | 佐藤卓哉     | 江上潔   | 石川雅美            | 6月26日       |
| 8    | ささやかな、うたげ   | 水島精二     | 渡辺純央 | 加藤洋人            | 7月3日        |
| 9    | 雨ののち、また雨     | 田中洋之     | 田中洋之 | 清水洋              | 7月17日       |
| 10   | だから、明日のために | ひいろゆきな | 笠井信児 | 柳瀬雄之            | 7月24日       |
| 11   | ありがとう、勇気     | 増井壮一     | 増井壮一 | きよまるさとる      | 7月31日       |
| 12   | 強がりな、友情       | 江上潔       | 江上潔   | 梶浦紳一郎          | 8月7日        |
| 13   | かくれさと、ふるさと | 佐藤卓哉     | 加藤洋人 | 加藤洋人 渡部奈保美 | 8月14日       |
| 14   | 僕たちの、夏         | 田中洋之     | 田中洋之 | 清水洋              | 8月21日       |
| 15   | 父、帰る             | 小島正幸     | 笠井信児 | 柳瀬雄之            | 9月4日        |
| 16   | おだやかに、突然に   | 増井壮一     | 増井壮一 | きよまるさとる      | 9月11日       |
| 17   | どさくさに、ゴメン   | 西山明樹彦   | 江上潔   | 梶浦紳一郎          | 9月18日       |
| 18   | うけついだ、悲しみ   | 佐藤卓哉     | 石倉賢一 | いちかわけいぞう    | 9月25日       |
| 19   | きよらなる、拳       | 田中洋之     | 田中洋之 | 江本正弘            | 10月2日       |
| 20   | せっかちな、呑気     | 小寺勝之     | 笠井信児 | 柳瀬雄之            | 10月9日       |
| 21   | 助っ人、相まみえる   | 増井壮一     | 増井壮一 | きよまるさとる      | 10月16日      |
| 22   | 見上げる、その先     | 小寺勝之     | 江上潔   | 梶浦紳一郎          | 10月30日      |
| 23   | 連邦と、連盟         | 佐山聖子     | 石倉賢一 | 山本善哉            | 11月6日       |
| 24   | さだむるもの、ここに | 増井壮一     | 笠井信児 | 柳瀬雄之            | 11月13日      |
| 25   | 虚人、めざめる       | 佐藤竜雄     | 田中洋之 | 北野幸広            | 11月27日      |
| 26   | 戦記は、つづく       | 清水洋       | 増井壮一 | 吉松孝博 清水洋     | 12月4日       |

## 関連作品
書籍は、いずれもNHK出版刊。

### コミック版
全7巻。作者は滝沢ひろゆき。前述のように、コミック版は世界観を『飛べ!イサミ』と同一のものとしている。第４巻中の番外特別編「銀河に、願いを」では月影イサミら三人がムリョウ、始たちと共演している。
- 学園戦記ムリョウ1 （2001年3月、ISBN 4-14-454068-5）
- 学園戦記ムリョウ2 （2001年5月、ISBN 4-14-454069-3）
- 学園戦記ムリョウ3 （2001年7月、ISBN 4-14-454070-7）
- 学園戦記ムリョウ4 （2001年9月、ISBN 4-14-454071-5）
- 学園戦記ムリョウ5 （2001年11月、ISBN 4-14-454072-3）
- 学園戦記ムリョウ6 （2002年1月、ISBN 4-14-454073-1）
- 学園戦記ムリョウ7 （2002年3月、ISBN 4-14-454074-X）

### 小説版
全一巻。作者は小山田郁。内容は原作とほぼ同様だが、主観視点が女性キャラ（那由多と晴美）から進行する。
- 学園戦記ムリョウ （2002年4月、ISBN 4-14-005364-X）

### ゲーム
2003年12月5日にエム・ティー・オーから発売されたゲームボーイアドバンス用アドベンチャーゲーム。